# Rover Scarab
La Scarab è un'autovettura prodotta dalla Rover nel 1931. Non entrò mai in produzione di serie.

## Contesto
Era una torpedo quattro posti, e l'obiettivo della Rover era di venderla a 85 sterline.
Possedeva un motore a due cilindri a V di soli 839 cm³ di cilindrata, che era montato posteriormente. Nonostante la posizione del motore, la Scarab aveva un finto radiatore montato anteriormente. 
Le altre vetture contemporanee che possedevano il propulsore installato posteriormente, avevano invece montata una parte anteriore spiovente senza neppure la calandra. Tra di esse, c'erano il prototipo Porsche Typ 12, le vetture di prova Mercedes-Benz 120, 130, 150 e 170 H, il prototipo Tatra V570, ed i modelli T77, 77A, T87 e T97, sempre prodotti dalla Tatra, oltre che la KdF-Wagen.
Solo pochi esemplari di Scarab vennero prodotti, ed alcuni esempi furono presentati al pubblico nel 1931 al salone dell'automobile di Londra ed al salone dell'automobile di Scozia.